# Dózsa György
Makfalvi Dózsa György (németül: Georg Dózsa, románul: Gheorghe Doja, szlovákul: Juraj Dóža, szlovénül: Jurij Doža, horvátul: Juraj Doža; Dálnok, 1470 körül – Temesvár, 1514. július 20.) régi székely nemesi család, a háromszéki dálnoki lófőcsalád sarja, végvári vitéz, az 1514. évi magyar parasztfelkelés vezetője.
X. Leó pápa 1513-ban Észak-, Közép- és Kelet-Európa teljes hatáskörű apostoli legátusává nevezte ki Bakócz Tamás esztergomi érseket és bíborost, aki 1514. április 9-én  pápai legátusi minőségében Budán kihirdette a török elleni keresztes háborúra szólító pápai bullát és a keresztes katonák összegyűjtésével az obszerváns szerzeteseket bízta meg. Az európai  keresztes sereg gerincét a magyarok adták volna, amelynek vezetésével a székely katonát, Dózsát bízta meg az érsek. Május 24-én visszavonta a keresztes had szervezését. A keresztes seregbe akkorra már belépett obszerváns ferences szerzetesek és plébánosok prédikációikban feltüzelték a parasztsereget azzal, hogy a nemesek így az önző érdekeik miatt megvonták tőlük a pápai bullában megígért bűnbocsánat lehetőségét. Ennek következtében a székely Dózsa vezérletével, az összegyűlt seregek „az úgynevezett kurucz lázadásban váratlanul felkeltek”, amely később az „urak” és a „parasztok” háborújává szélesedett Magyarországon. Dózsa felszólította a seregét a „hűtlennek nevezett nemesség kiirtására”. A történészek szerint a magyar történelem meghatározó személyisége.

## Származása, neve
Sokáig vita folyt származásáról, mivel tévesen több korabeli forrás „Székely György” vagy „Georgius Zekel” néven tünteti fel.
Ad incolas Comitatuum Pest et Zolnok. Georgius Zekel strenuus miles, benedictae gentis Cruciferorum Princeps et supremus Capitaneus, Regis Hungariae tantummodo subditus et non Dominorum. Universis, et singulis Civitatibus et oppidis, et villis, infra ambitum Regni Hungariae et praesertim in Comitatibus Pest et Zolnok exteriori existentibus constitutis salutem!
Székely György, vitéz katona, a keresztesek Istenáldotta népének fejedelme és főkapitánya, csak Magyarország királyának s nem egyúttal az uraknak alattvalója, a Magyarországban, névszerint pedig Pest- és Külső-Szolnokvármegyében levő városoknak, mezővárosoknak és falvaknak, együtt és egyenként, üdvözletünket!
Ezt a „ceglédi kiáltvány”-t Dózsa nevében a lázadók egyik, Mihály nevű alvezére bocsátotta ki. Bár korábban feltételezték, hogy a kiáltvány egy Cegléden megtartott beszéden alapul, Szűcs Jenő „A parasztháború ideológiája” című írásában (Valóság, 15. évf., 11. sz., 1972, 12–39. o.) bebizonyította, hogy ilyen beszédet Dózsa nem tartott.
Azonban minden kétséget kizáróan bizonyítja Dózsa származását az az okirat, amelyet Barlabási Lénárt erdélyi alvajda és székely alispán írt 1507. július 17-én, és amelyben latinul Dózsa Györgyöt Georgius Dosa Siculus de Makfalva in Sede Maros existenteként jelöli meg. Eszerint Dózsa György a makfalvi Dósa család az Örlöcz-nem Szovát ágán levő székely lófő család tagja. A székely Dósa családnév magyaros írásmódja szerint Dózsa György néven került be a köztudatba.

## Életútja

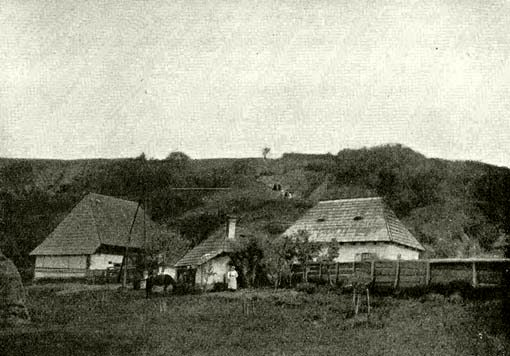
Dózsa György dálnoki telke 1900-ból

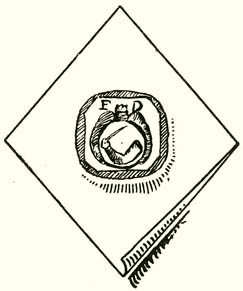
A Dózsa-család nemesi címere, amely a Dósa-levéltárban őrzött 1677. évi homogialis (alattvalói) eskülevélen szerepel

Születésének helye Istvánffy Miklós történetíró krónikája alapján a háromszéki Dálnok, de történészek szerint lehetséges a makfalvi eredet is. Egykorú oklevelek, levelek, krónikák, a költői és történetírói alkotások többsége, az 1514. évi megtorló törvények és Werbőczy István Tripartituma Székely György néven említik. Márki Sándor szerint Székelynek keresztelték el a népről, amelyből eredt. Születése pontos dátuma nem maradt fent, de a korabeli források alapján negyvenéves lehetett halálának idején, ebből visszaszámolva az 1470-es években született. Gyerekkorát Dálnokon töltötte testvéreivel, apja halála után Makfalvára került. Mindig a vitézi pálya vonzotta, apja nyomdokaiba akart lépni, így később katonának állt.
Több végvárban is szolgálhatott, mivel – bár adatok nem maradtak fenn róla – mint lovaskapitány részt vett a Szapolyai János erdélyi vajda által vezetett, török támadásokat megtoroló 1513-as hadjáratában. A hadjárat után nándorfehérvári őrségben maradt. A hagyomány szerint Nándorfehérvár és Szendrő közti mezőn vívott győztes párviadalt 1514. február 28-án a szendrői lovas szpáhik vezérével, az epeirosi Alival, aki már sok vitéz halálát okozta. Ezért a tettéért a király, II. Ulászló kétszeres zsold és aranylánc adományozása mellett lovagrendbe emelte, falut ajándékozott neki, valamint engedélyezte, hogy a családi címerébe a hőstett emlékére egy karddal levágott vérző kart illesszen. Erről így emlékezett meg Taurinus a korabeli latin nyelvű hőskölteményében.
„Látván Székely a sokszor ohajtott és valahára

Föltetszett napot : elvetemült lelkét a kegyesség

Mázával födi és Budavárba siet veszedelmes

Szárnyain, a mikkel betakarjon mindeneket majd” 
Az 1514. március 23-án összeült királyi tanács, nagy vita után hozzájárult a pápa által kívánt keresztes hadjárat elindításához. Bakócz Tamás esztergomi érsek és szentszéki követ 1514. április 9-én hirdette ki a X. Leó pápa 1513. július 15-én kiállított, törökök elleni kereszteshadjáratot elrendelő pápai bulláját. Bakócz 1514. április 24-én Dózsát nevezte ki a keresztes had élére. Április 30-án a bíboros ünnepélyes istentisztelet után átadta Dózsának a pápa által megáldott, vörös kereszttel ékesített fehér zászlót. Nem volt a Magyar Királyságnak olyan része, ahonnan ne indultak volna el a keresztes zászlók alá. A hadba gyülekező parasztok és a rendi fegyelmet áthágó, elöljáróiknak nem engedelmeskedő, „kóbor" szerzetesek tömegét nem nézték jószemmel a birtokos nemesek és a főrendek tagjai, mivel a sok paraszt a tavaszi munkáktól távol maradva, fegyverrel a kézben fenyegetést jelentett számukra. A papság jobbágyszármazású tagjai pedig a felkelők közé állva, a zendülés ideológusaivá váltak. Segítségükkel Dózsa kiközösítéssel fenyegette a serege hívő katonáit, ha elárulják a szent mozgalmukat.

### Szerepe az 1514-es parasztháborúban

#### A keresztesek vezetője
A korabeli történelmi források elfogult túlzásai és ellentmondásai miatt a történészek számára nehéz pontosan rekonstruálni az 1514-es magyarországi parasztfelkelés eseményeit és mozgatórugóit. 1514 elején Európában hadjáratra készültek a török szultán ellen, ez vezetett a keresztes hadjárat meghirdetéséhez. Máig sem tisztázott körülmények között választotta Bakócz Tamás esztergomi érsek Dózsát, a keresztes hadsereg vezérévé. Május közepére az országban mintegy 40 000 fős, kaszával, cséphadaróval felfegyverkezett paraszti had gyűlt össze a keresztes zászlók alá, a gyülekezésre kijelölt pesti táborba. Szervezési hiányosságok, Bakócz visszakozása, a keresztesháború lefújására tett kísérletek, a nemesek ellenkezése és az akkor uralkodó viszonyok együttesen felkelés kirobbanásához vezettek. „Tudjátok, hogy a jó nemesek hitvány pereputtya annak örül most is, hogy az ősei címet oroztak. Csakhogy az ős címer nem tesz senkit se nemessé: virtus kell hozzá, nem gőg a valódi nemesség.” írta a költő Taurinus István, Erdély humanista püspöki helynöke, az 1519-ben megjelent és fennmaradt latin nyelvű Stauromachia id est Cruciatorum Servile Bellum (Paraszti háború) című hőskölteményében. 
Márki Sándor szerint Dózsa és lázadó társai az egyházat és világot is meg akarták változtatni. Az egész országban egyetlen püspököt hagytak volna meg és minden papot rangjában egymáshoz hasonlónak kívántak, a nemességet meg akarták szüntetni és a földjeiket egyenlően szerették volna felosztani. Elhatározták, hogy csak két rend legyen: a polgároké és a parasztoké valamint céljuk volt a királyság eltörlése is. Dózsa maga a népnek csak vezére és képviselője akart lenni: mindenben alárendelvén magát a nép határozatainak. 
A jobbágy származású és gazdagságáért irigyelt Bakóczot a főurak azzal vádolták a törökellenes keresztes hadjárat meghirdetésével, hogy ő tudva-akarva okozta a felkelés kirobbantását. Az érsek ezért május 24-én rendeletet adott ki a sereg feloszlatásáról, de már késő volt. A toborzás betiltásának híre teljesen felingerelte a még otthon maradt, de a bűnbocsánatért a kereszteshadhoz csatlakozni kívánó parasztokat is.

#### A parasztfelkelés vezére
Amikor Nagytúr mezőváros közelében letáboroztak, Dózsa György megölt egy adószedőt, akitől elvette a nála talált 5 márkányi készpénzt. A felkelés akkor vált parasztháborúvá, amikor május 23-án Apátfalva mellett megtörtént az első komoly összecsapás Dózsa hadai és az úri sereg között. Báthori István temesi ispán és Csáky Miklós csanádi püspök katonái szétverték a parasztsereg előhadát. Mialatt a győztesek ünnepelték győzelmüket, Dózsa elfogatta a csanádi püspököt és számos úri fogollyal együtt karóba húzatott. Végzetes napokat hozott a felkelés Csanád várára, amelyről Borovszky Samu Csongrád megye története című művében így írt: „A vérengző keresztesek nem elégedtek meg azzal, hogy a püspököt és a papokat, kiket elfoghattak, válogatott kínzásokkal kivégezték, hanem rablók módjára törtek be a templomokba s véres kezöket rátették az egyházak kincseire, feldúlták az oltárokat és sírhelyeket. Szétszórták a sz. Gellért ereklyéit is.” A legnagyobb felháborodást Telegdy Istvánnak, a tekintélyes kincstartónak a kivégzése okozta. Ezzel a vérengzéssel a lázadók véglegesen szembefordultak az egész keresztény egyházzal és a feudális magyar államszervezettel is.
Ott a nemeseket és bárókat megfenyítette, s nagy pusztítást vitt véghez, s Keresztszeg várát ostromolta. Azután viszont Pöstyéni Gergely váradi tiszt kelt fel; nemesekkel és nem nemesekkel Lőrinc pap ellen indult. Ezt megtudva Lőrinc pap, nemsokára táborát ellenök fordította, megütközött velük, és egészen Váradig vágta őket a földön sok holttestet számláltak meg. Azután Sólyom várát ostromolta a hitetlenek ellen, mert ezek is sokat megöltek a keresztesek közül. A parasztok sokaságával rohamot intézett Sólyom vára ellen, s bevette.

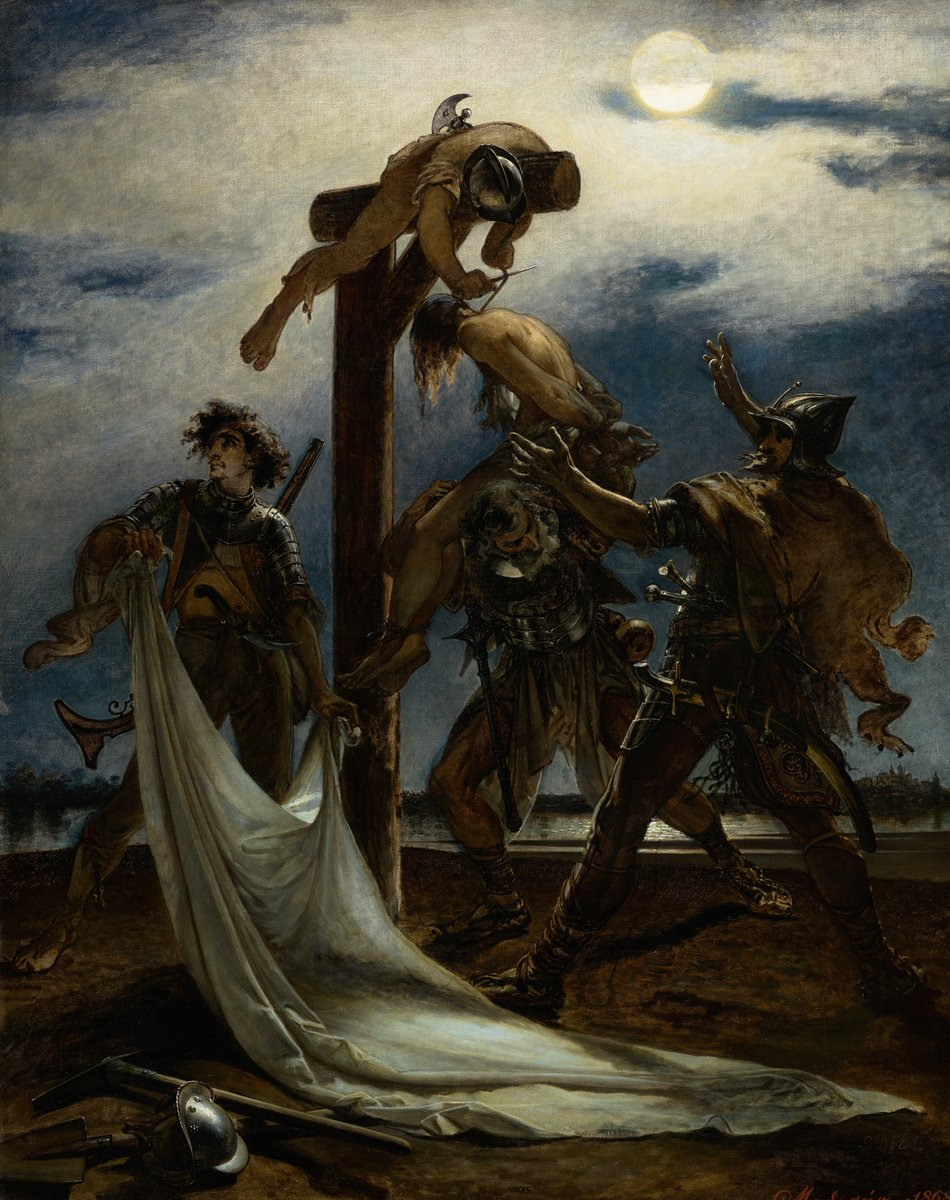
Madarász Viktor: Dózsa népe (1868)

Dózsa György, katonai hírnevét igazolva sok győzelmet aratott. Bár a felkelők több helyen vereséget szenvedtek, seregével elfoglalta a Maros folyó menti sókamarákat, pénzverő központokat és a várak többségét. Egészen a temesvári csatáig (1514. július 15.) nem szenvedett vereséget. Szerémi György Szapolyai János udvari káplánja, történetíró kortárs emlékirataiban így írt: „Székely György mondja a kereszteseknek: íme, a vajda úr jön a mi védelmünkre; íme, az ő levele hite alatt írva; semmit se féljünk! – A keresztesek azonban mondták: Nagyságos urunk, semmiképpen se higgyünk neki, mert Katalin ő. –  Azaz elasszonyosodott ember.” Azonban Szapolyai János erdélyi vajda seregével beavatkozott és nagy csatában legyőzte a felkelőket. Dózsa György és testvére, Dózsa Gergely és a többi alvezére is fogságba estek.
Dózsa vezértársai közül a nevezetesebbek:
- Dózsa Gergely, Dózsa György testvére,
- Mészáros Lőrinc ferences szerzetes, ceglédi plébános, aki kiáltványában, a pápa, II. Ulászló király és a legátus nevében, minden bűn és túlvilági büntetés bocsánatát ígérte azoknak, akik a keresztes hadba mennek, azt segélyezik és betegeit ápolják, de egyházi átokkal fenyegette azokat, akik ezt nem teszik.[36]
- Barabás pap,
- Ványai (Túrkevy) Ambrus parókus, teológus pap, ő szerkesztette Dózsának a néphez intézett tüzes kiáltványait,[37][38]
- Aszalói Kecskés Tamás seregnagy,[39]
- Bagos Ferenc,
- Sárközi Nagy Antal, a kalocsai keresztesek vezére, sárközi nemes,[40]
- Pogány Benedek,
- Száleresi Ambrus, egy jómódú pesti polgár.[41][42]

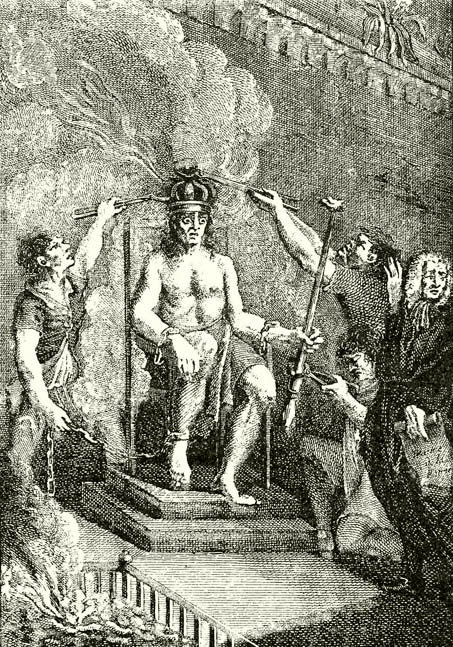
Dózsa György kivégzése, Robert Townson 1796-ban kiadott Voyage en Hongrie című művének illusztrációja

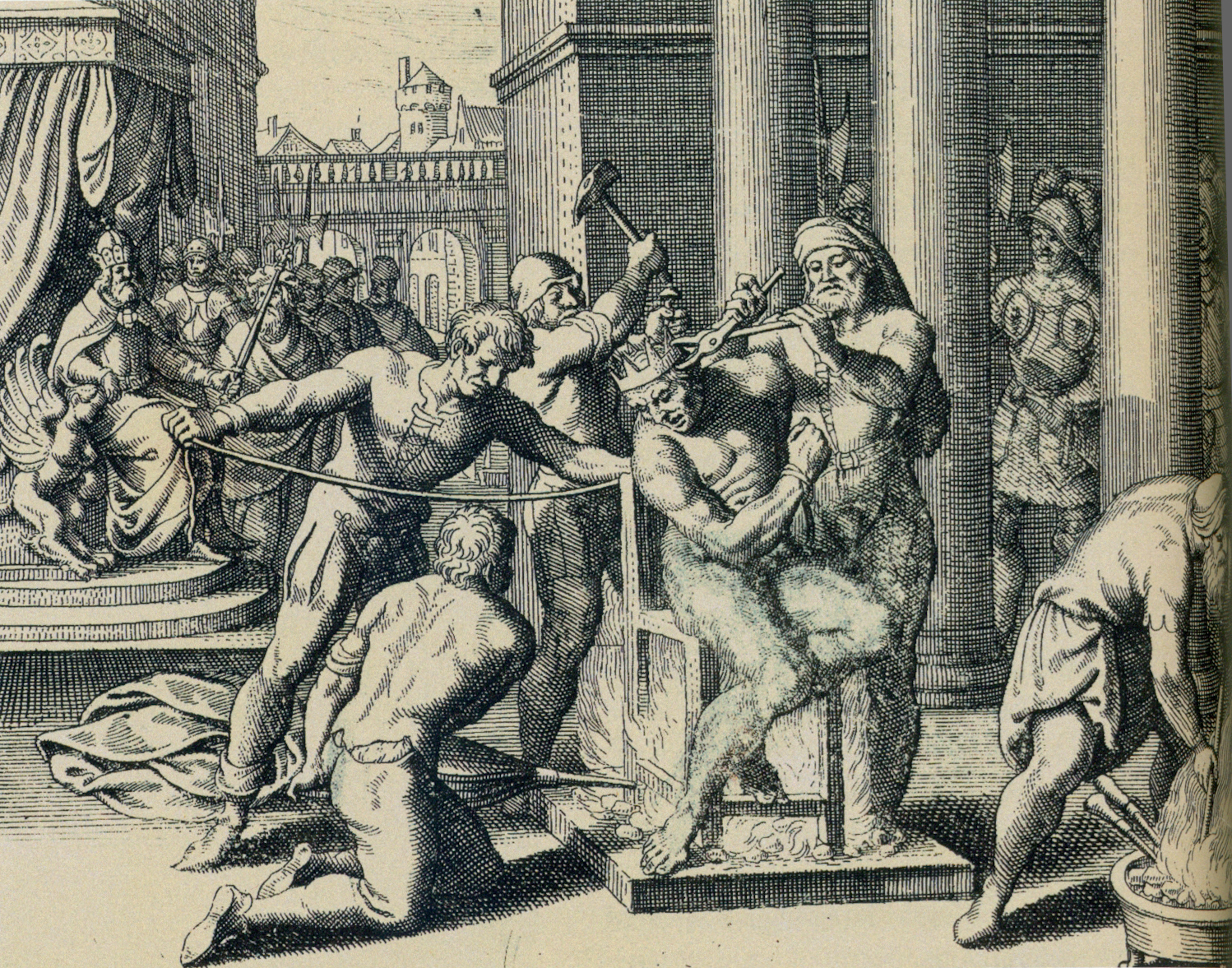
Dózsa György kivégzése, Matthäus Merian metszete

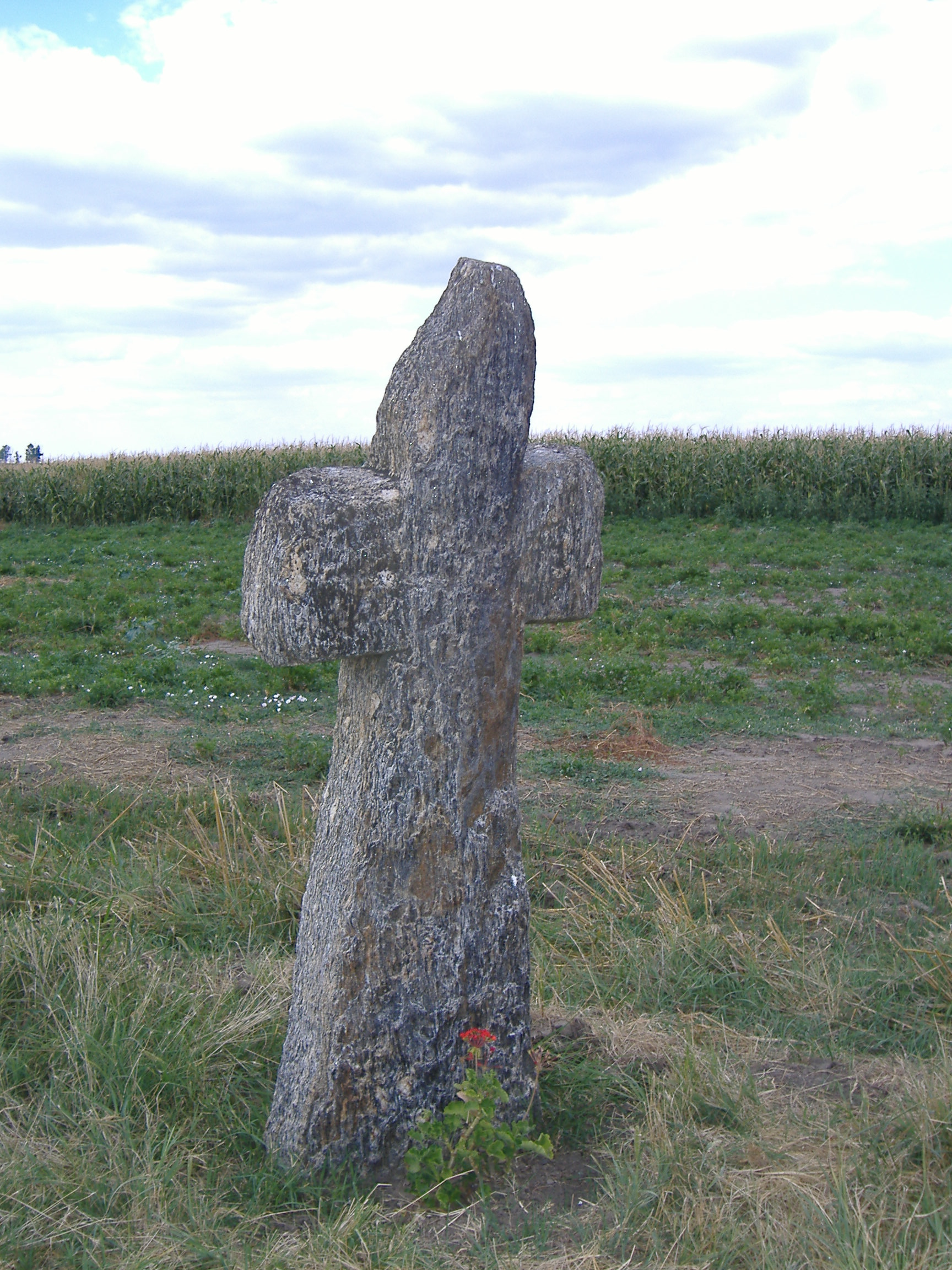
Kőkereszt a parasztfelkelés során kivégzett Csáky Miklós püspök és több nemes karóbahúzásának feltevés szerinti helyén, az egykori Belez község dombján

Dózsa Györgyöt a csata után testvérével együtt végezték ki, a legtöbb lázadó jobbágyot viszont életben hagyták a nemesek, akiknek nem volt érdekük, hogy tömegesen lemészárolják a nekik hasznot hajtó földműveseiket.
Történészek szerint a megtorlás következtében az Oszmán Birodalom hódító törekvései elleni védekezés hatékonysága meggyengült, hiszen a keresztes hadba hívott jobbágyoknak ettől kezdve kevésbé volt érdekükben a honvédelem.
Egy 16. század elején a Magyar Királyságban járt osztrák utazó így írta le a magyar jobbágy helyzetét: „mert ha bővelkednek terményben, az a nemesek zsákmányává válik. A nemesek elrabolják azt, amiből a parasztnak sok van, ez teszi a parasztot hanyaggá és lustává. Egyébként ez a föld, ha művelik, annyi termést ad, hogy két királyságnak is elég lenne, de a szegények minden tápláléka martalék és préda a nemesek számára, akik halálra kínozzák alattvalóikat, ha látják, hogy élelemben és más szükségesekben bővelkednek.”

#### A kivégzése és a tüzes trón legendája[46]
Stephan Stieröchsel (Taurinus István) „Paraszti háború” (Stauromachia, id est, Cruciatorum servile bellum) című latinul írt verses eposza, a felkelés költői leírása. Dózsa György alakja a keresztes hadjáratot meghiúsító, önző parasztvezérként jelenik meg, ugyanakkor a szerző a nemesség embertelen cselekedeteit is elítéli. A mű részletesen bemutatja a háború lefolyását és végkifejletét, valamint Dózsa beszédeit is rekonstruálja.
| | \| Stephan Stieröchsel PARASZTI HÁBORÚ (fordította Geréb László) … Búcsúzom, te világ – isten veletek, diadalmak! Így szólott. Azután sok vér áztatta ruháját hóhér tépi le és égő botot ád a kezébe és tüzesült koronát helyezett le királyi fejére; így ékíti fel és így kente fel őt fejedelmül. Mostan a jobbágy-had felbujtóját, vezetőjét így csufolgatták a királysággal, s a bakó még sárga halántékát izzó vassal sütögette. Tört koponyájának bőven buggyant ki a nedve, ontja ki agyvelejét füle, szája s az orr üregén át. Úgy amiképp az edény nyílásán át az aludttej, sűrüsödött folyadék, amidőn a fedél leszorítja, apránként kicsöpög s a lyukacskákon kiszivárog: úgy ömlött a velő a tüzes koronának alatta, s förtelmes folyadék mázolta be végig az arcát. – (részlet) Stauromachia, id est, Cruciatorum servile bellum. Servilis belli Pannonici libri V. Edidit Ladislaus, 1519[23] \| |
| Stephan Stieröchsel PARASZTI HÁBORÚ (fordította Geréb László) … Búcsúzom, te világ – isten veletek, diadalmak! Így szólott. Azután sok vér áztatta ruháját hóhér tépi le és égő botot ád a kezébe és tüzesült koronát helyezett le királyi fejére; így ékíti fel és így kente fel őt fejedelmül. Mostan a jobbágy-had felbujtóját, vezetőjét így csufolgatták a királysággal, s a bakó még sárga halántékát izzó vassal sütögette. Tört koponyájának bőven buggyant ki a nedve, ontja ki agyvelejét füle, szája s az orr üregén át. Úgy amiképp az edény nyílásán át az aludttej, sűrüsödött folyadék, amidőn a fedél leszorítja, apránként kicsöpög s a lyukacskákon kiszivárog: úgy ömlött a velő a tüzes koronának alatta, s förtelmes folyadék mázolta be végig az arcát. – (részlet) Stauromachia, id est, Cruciatorum servile bellum. Servilis belli Pannonici libri V. Edidit Ladislaus, 1519 | |

Bár a középkorban mai szemmel különösen kegyetlen kivégzési módszereket alkalmaztak teljes természetességgel, Dózsa György halálát néhány korabeli feljegyzés még a szokásosnál is brutálisabbnak írta le: 
„Először is tüzes vassal megkoronázták, aztán még élve, meztelenül, lábainál fogva megkötözve saját katonái, akiket közönségesen hajdúknak neveznek, s akiknek cselekedetei annyi sok szörnyűséget hoztak […], fogaikkal széttépték és felfalták, végre pedig holttestét négyfelé vágván, karóra függesztették fel.
„A szeme láttára három darabra vágták öccsét, majd ezután a testet négyfelé vágták és bitófára függesztették.”
A kegyetlen kivégzés egyes elemei utólag keletkezett legendák. A korabeli források alapján kijelenthető, hogy tüzes trónra nem ültették Dózsát: "... megfogták őt, és levetkőztették, és egy magas székre ültették." – írja a szemtanúra hivatkozó korabeli német forrás. A tüzes trónról a kivégzés egyik kortárs forrása – Taurinus, Szerémi György, Verancsics Antal sem ír. Először Istvánffy Miklós történetírónál olvashatunk róla. Ez a legenda Petőfi Sándor: A nép nevében című költeménye után terjedt el széles körben. A valóságban, mint Ulászló leveléből is kiolvasható, egy tüzes koronát raktak a fejére.

## Változó megítélése

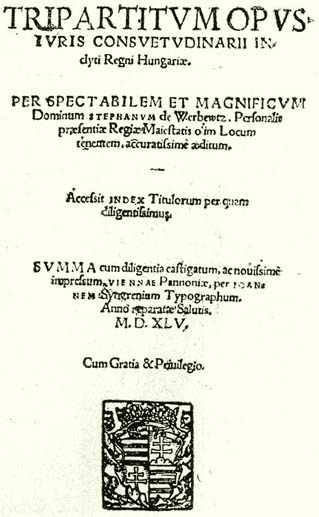
A Tripartitum első, 1517-es kiadásának címlapja

Míg korábban a kivégzések csak az élet kioltását célozták, a 16–17. századi Magyarországra is átkerültek a külföldi, jobbára német joggyakorlatból átvett minősített halálbüntetési formák, amelyeknél a fájdalom okozása is nagy hangsúlyt kapott és a korszellemnek megfelelően jobban érvényesült a megtorlás eszméje és az elrettentés is.
1. § Határoztuk, hogy az összes kapitányokat, századosokat meg tizedeseket és a többi parasztok felbujtatóit, valamint a nemesek nyilvánvaló gyilkosait, ezenkivül a szüzeken és az asszonyokon erőszakot tevőket, minden kegyelem mellőzésével meg kell ölni és mindenütt ki kell irtani.
És ámbár mind e népségek (a királyi jászok, kúnok, oroszok és polgárok kivételével) eddigelé a szabadság amaz előjogával éltek, hogy, ha úgy akarták, szabadságukban állott, törvényes földbérük letétele és adósságaik kifizetése után lakóhelyeikről bármikor más, nekik inkább tetsző helyre költözniök, hogy majdan ott lakjanak, minthogy azonban pártot ütöttek és bizonyos Székely György nevű leggonoszabb haramia vezérlete alatt az egész nemesség ellen az úgynevezett kurucz lázadásban váratlanul felkeltek és e miatt örök hűtlenség vétkébe estek: az elmúlt nyáron szabadságukat végkép elvesztvén, földesuraiknak föltétlen és örökös szolgaságába kerültek.
Szűcs Jenő történész szerint, Werbőczy fellépésétől kezdve távolodik el az úri, nemesi osztály a jobbágyságtól. A feudális elnyomó nemesség kizárja a nép túlnyomó részét a tevékeny magyar nemzeti közösségből. 
Dózsáról és a felkelésről a parasztvezér halálát követően az írástudók körében századokon át csak negatív vélemény létezett. Személye a későbbi korokban az elnyomó nemesi hatalom elleni harc jelképévé vált (lásd lentebb Ady Endre és Petőfi Sándor verseit). A Magyar Népköztársaságban a szocialista kultúrpolitika a történelmi szerepét túlhangsúlyozta és a történettudományon és kultúrán kívül is – rengeteg utca, közterület, sportegyesület, társadalmi szervezet kapta nevét. Dózsa a hivatalos marxi történelemszemlélet fő motívumára, a nemesség és parasztság közötti osztályharcra adott szemléletes magyar példát – azonban fontos megjegyezni, hogy maga Dózsa is nemes volt.
A román kommunista vezetés is kedvelte alakját – főleg erdélyi származása miatt –, több román városban található Gheorghe Doja utca, Marosvásárhely közelében település (Lukafalva) is viseli a nevét. A temesvári Mária téren az 1940-es években szobrot állítottak halála helyén és a történt eseményekre emlékeztetve, de bizonyított tény, hogy a mostani katedrális mögött, a Béga partján végezték ki.
A nemesi szemléletű, gyakorta elfogult történelemírás később alaptalanul hangoztatta, hogy Dózsa György példát szolgáltatott más, a magyar korona területén történt nagy megmozdulásoknak, így Cserni Jován felkelésének, ami alig tizenkét évvel a Dózsa-féle háború után zajlott le, valamint az 1572–1573-ban lezajlott Gubecz Máté vezette horvátországi parasztfelkelésnek. Valójában egyikre sem volt közvetlen hatással.
A mai magyar történetírás egyre kritikusabban foglalkozik Dózsa György szerepével, amelyet egyesek már szinte kártékonynak tartanak, s a mohácsi vészért – a feudális anarchia helyett – már egyenesen a Dózsa-féle parasztfelkelést teszik felelőssé, mondván, hogy miatta nem merték besorozni a parasztságot. E vélemények szerint csak a mindenkori kommunista hatalom csinált hőst belőle Petőfi és Ady „tévedésére” alapozva.
Az időben változó Dózsa-kultuszt és a mítoszokat a magyar történelemben és közgondolkodásban, antifeudális és szocialisztikus törekvések éltették. Kultusza az 1945 utáni évtizedekben tetőpontjára ért, és alakja mélyen beivódott a magyar nemzettudatba.

## Emlékezete
Zsuppán András újságíró szerint a középkori parasztmozgalmak vezérei Nyugat-Európában (Wat Tyler), sehol nem kerültek be a nemzeti panteonba, míg a volt európai szocialista országokban ez másként történt (Thomas Müntzer, Jan Žižka, Romániában Dózsáról három falut is elneveztek).
1919-ben a Magyarországi Tanácsköztársaság alatt bélyegeket adtak ki Magyar, Tanács, Köztársaság felirattal, a rajtuk szereplő személyek Karl Marx, Petőfi Sándor, Martinovics Ignác, Dózsa György és Friedrich Engels arcképeivel. Mindegyik személynek szinte minden településén megtalálható volt a róla elnevezett közterület, valamint több általános iskola, művelődési ház viselte a nevüket országszerte. Habár a történettudomány nem ismeri, hogy Dózsa György pontosan mikor született,  a kommunista pártvezetés kijelölt neki egy születési dátumot, 1472-t, hogy legyen mit ünnepelni. 1950-től Budapesten, az 1956-os forradalom időszakát kivéve, egészen 1990-ig az Újpesti TE viselte Dózsa György nevét, míg Szegeden 1950-től 1994-ig viselte a Szegedi Dózsa nevet a város egyik csapata. Illetve Körmenden a Körmendi Dózsa, Pécsett a Pécsi Dózsa, valamint Egerben az Egri Dózsa is.
Úgy tartják, hogy seregének vagyonát Kiskunhalas környékén ásták el, amit később meg is találtak.
Egy szegedi helyi legenda úgy tartja, hogy Dózsa György fejét ott temették el, mivel a ferences rendi barátok szimpatizáltak a parasztfelkelés eszméivel, és az urak fenyegetésképp küldték el a szegedi szerzeteseknek a parasztvezér fejét. Ezt az eseményt örökítette meg Juhász Gyula a Dózsa feje című versében.
Halálának helyszínén Temesvárott, 2021 szeptemberében hagyományőrzők egy történelmi bemutató keretében korabeli öltözékben, valamint korhű fegyverekkel, román nyelven újrajátszották a parasztfelkelés 12 epizódját és Gheorghe Doja kivégzését.

### Ábrázolása a művészetekben

#### Film, televízió
- Ítélet (film, 1970)
- Dózsa György (tévéfilm, 1984)
- Hungarikum (animációs sorozat, 2005-2006)
- Szózat - Magyar történelem (2015) (animációs film, 2015)
- Dózsa György és a kannibál jobbágyok (Tömény történelem sorozat, paródia, 1. évad, 2016)

#### Dráma
- Jókai Mór: Dózsa György (1857)
- Hevesi Sándor: 1514 (Budapest, 1921)
- Móricz Zsigmond: Dózsa György (1923)
- Sárközi György: Dózsa (Budapest, 1939)
- Illyés Gyula: Dózsa György (Szépirodalmi Könyvkiadó, Budapest, 1956) Illyés Gyula: Drámák (Digitális Irodalmi Akadémia, 2011)
- Székely János: Dózsa (1964)

#### Regény
- Eötvös József: Magyarország 1514-ben (1847)
- Szalacsy Rácz Imre: Eb ura fakó (1945)
- Szabó Pál: A nagy temető (1946)
- Gergely Sándor: Dózsa György 1-3. (1960)
- Fehér Tibor: Hold a Tisza felett (Móra, 1961, 1972)
- Szentmihályi Szabó Péter: Lázadók (2008)
- Nógrádi Gábor: A mi Dózsánk (2014)
- Illés György: Dózsa György szerelmei (2015)

#### Költészet
- Taurinus István: Paraszti háború (1519)
- Petőfi Sándor: A nép nevében (1847)
- Ady Endre: Dózsa György unokája (1907), Dózsa György lakomáján (1908)
- Illyés Gyula: Dózsa György beszéde a ceglédi piacon (1931)
- Juhász Ferenc: A tékozló ország (1954)
- Bella István: Székely Dózsa György imája Archiválva 2007. szeptember 28-i dátummal a Wayback Machine-ben (1985)

#### Tanulmány
- Féja Géza: Dózsa György. Történelmi tanulmány (Mefhosz Könyvkiadó, Budapest, 1939)
- Hegedüs Géza: Így élt Dózsa György (Móra Ferenc Könyvkiadó, Budapest, 1972)
- Márki Sándor: Dósa György – 1470-1514
- Horváth Mihály: Az 1514.-i pórlázadás, annak okai s következményei (Magvető Könyvkiadó, Budapest, 1986, Gondolkodó magyarok), (Neumann Kht., Budapest, 2003)
- Nemeskürty István: Mi magyarok (Dovin Művészeti Kft., Budapest, 1989) ISBN 9630265672
- Nemeskürty István:  Krónika Dózsa György tetteiről, In: Önfia vágta sebét, első rész: (Magvető Könyvkiadó, Budapest, 1980, második kiadás) ISBN 9632711130,[73]  (1975, első kiadás, ISBN 963-270-078-3)

#### Zene
- Erkel Ferenc – Jókai Mór – Szigligeti Ede: Dózsa György (opera, 1867)
- Flash Brothers: Dosza (elektronikus, 2010)[74]
- Akela: Dózsa summája (heavy metal, 2016)

#### Táncjáték
- Novák Ferenc: Dózsa (1971)
- Honvéd Együttes (koreográfia: Zsuráfszky Zoltán): Dózsa – Tánckrónika Dózsa György tetteiről (2010)

#### Szobrászat
Dózsa Györgyről nem maradt fenn hiteles arckép, így a lenti műalkotások Dózsa-ábrázolásai is mind idealizáltak, az alkotók képzeletét tükrözik.
- Dózsa-szobor (bronz; 1957), Temesvár, Dózsa György park (Parcul Gheorghe Doja vagy Parcul Plevnei)
- Vetró Artúr: Dózsa-szobor (1961), Bukarest
- Kiss István: Dózsa György-emlékmű (haraszti mészkő; 1961), Budapest, I kerület, Dózsa György tér. Helyén eredetileg Ligeti Miklós első világháborús tüzéremlékműve állt, mely a II. világháborúban megsérült, maradványait 1945 után eltávolították.
- Dózsa György mellszobra (kő; 1960-70-es évek), Kalocsa, Asztrik tér 7. szám alatti iskola előtt állították fel 2001-ben, előtte a laktanya szoborparkjában állt.[76]
- Szervátiusz Tibor: Tüzes trónon (forrasztott-hegesztett vörösréz-vas; 1968-70), Magyar Nemzeti Galéria[77][78]
- Nagy Géza: Dózsa mellszobor (1972), Balassagyarmat, Dózsa György út 17. szám alatti iskola előkertjében.[79]
- Szabotki András: Dózsa György egész alakos szobra (bronz, 3,30 m; 1976), Dálnok, faluközpont. A terméskő piedesztált Anton Damboianu építész tervezte. Az emlékművet 1976. november 20-án avatták fel.[80]
- Kiss Kovács Gyula: Dózsa György szobra (1977), Dunaújváros, a Dózsa György út és a Bocskai utca sarkán.
- Dabóczi Mihály: Dózsa György-mellszobor (mészkő; 1979), Apátfalva, Hunyadi utca 22. szám alatti iskola előkertjében.[81]
- Lapis András: Dózsa György egész alakos szobra (bronz; 1981), Nagylak, Nyárfa sor 9. szám alatti művelődési ház melletti parkban.[82]
- Bobály Attila: Dózsa György toborzói (1987), Pásztó, Nagymező u. 36. szám alatti iskola udvarán.[83]
- Miholcsa József: Dózsa György mellszobra (kő; 1999), Dálnok, a Dózsa panzió udvarán. A szobrot 2004 nyarán avatták fel.[84]

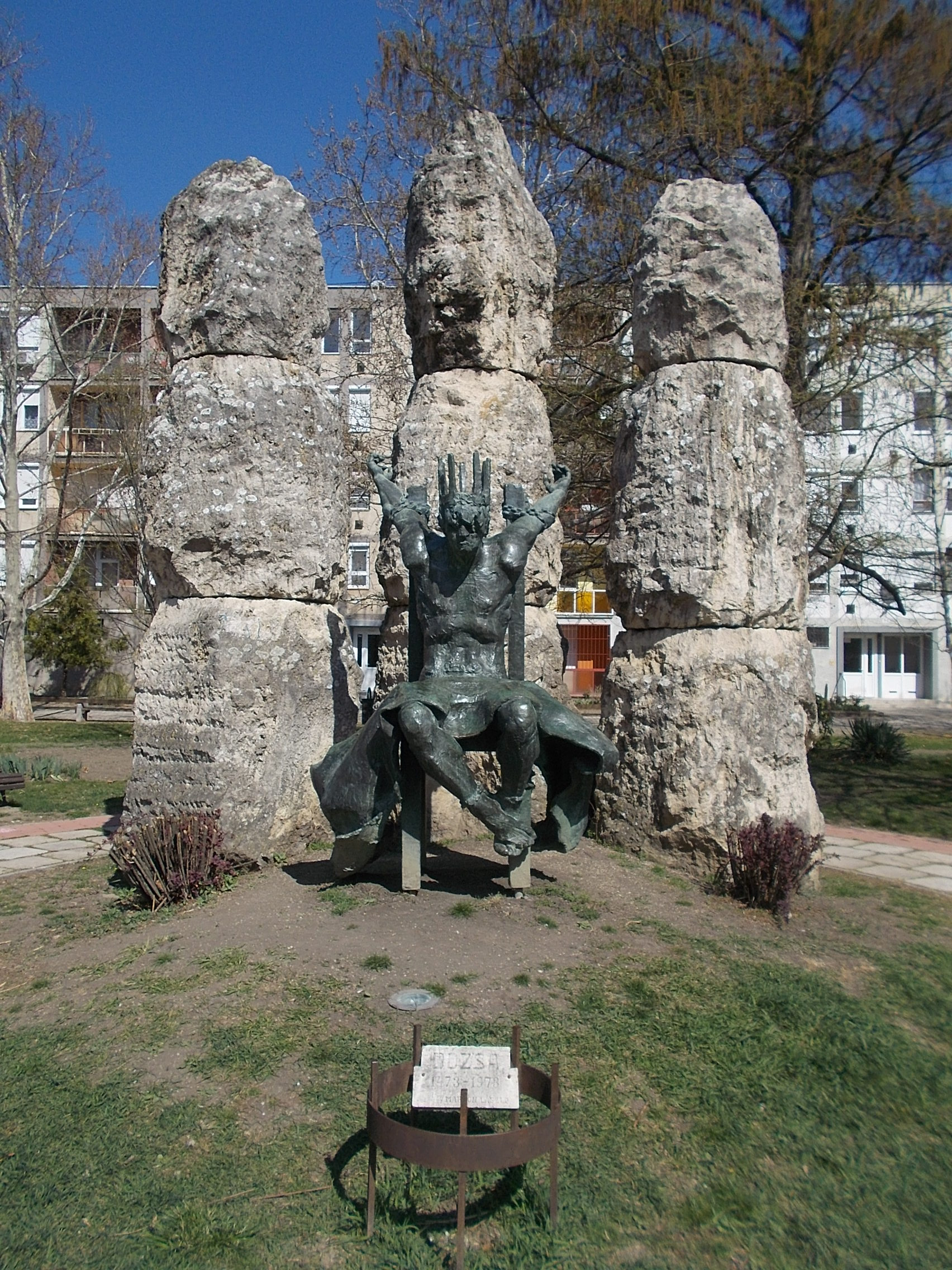
Mezőtúr
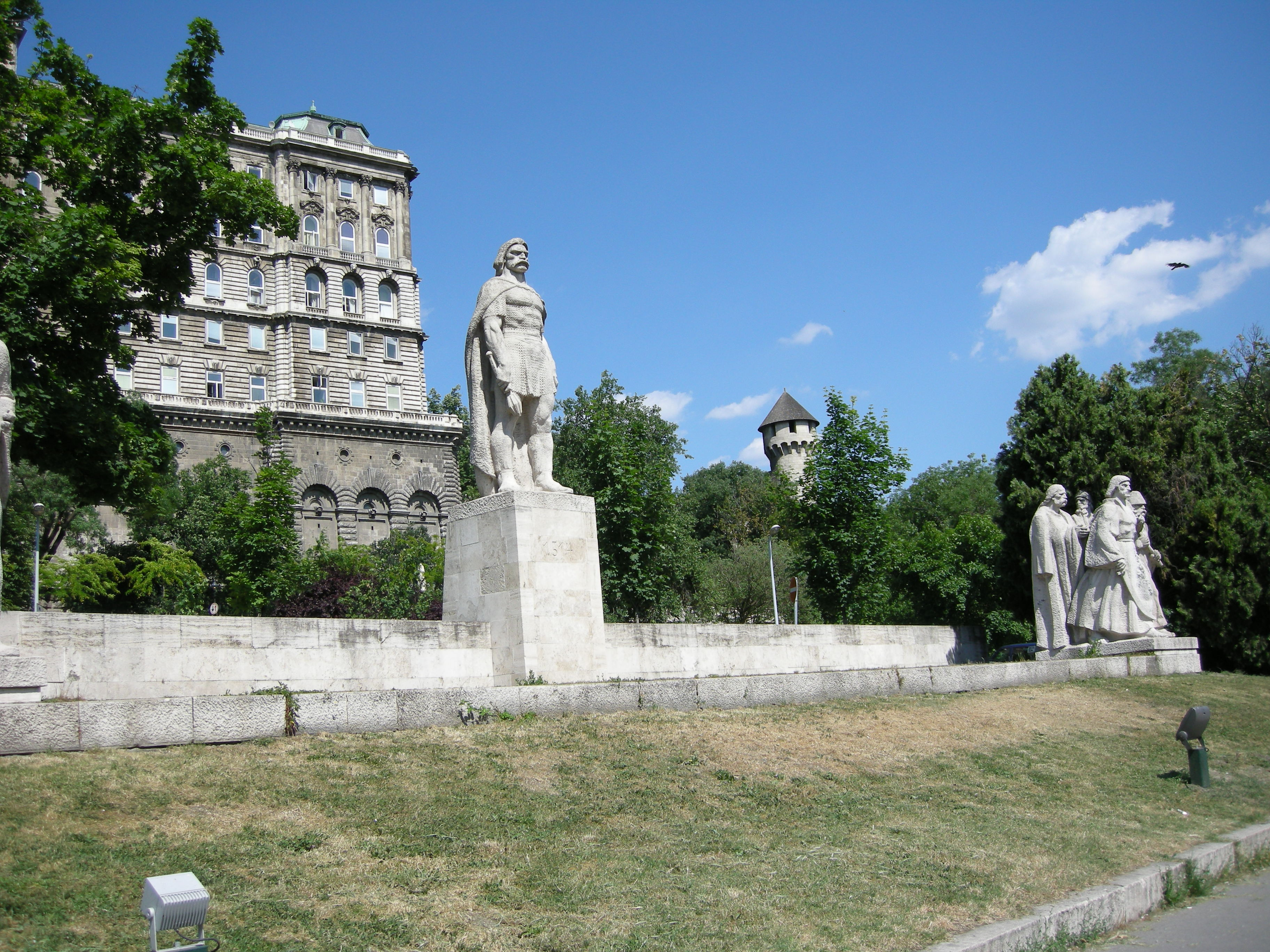
Budapest, Dózsa György tér
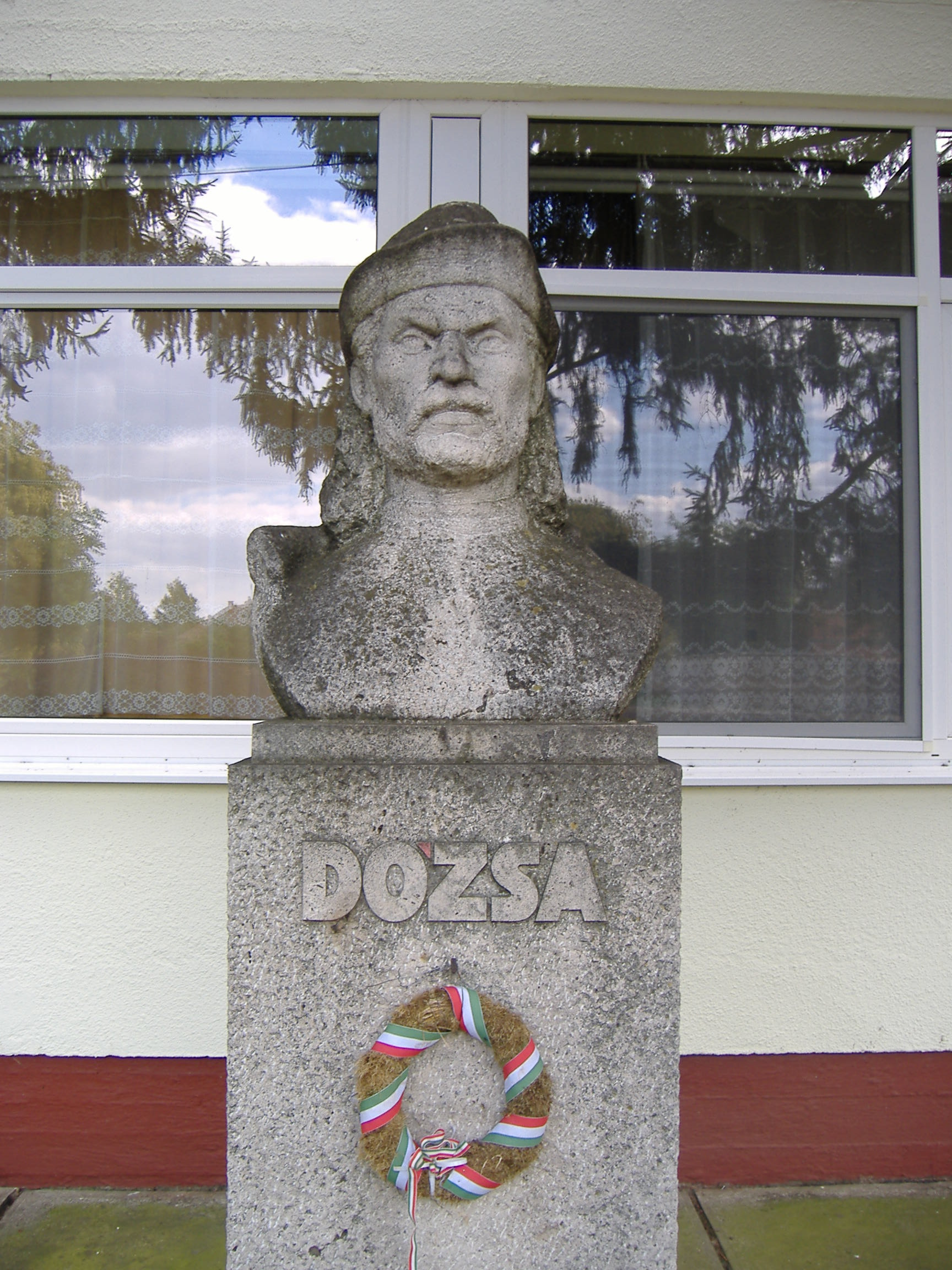
Apátfalva
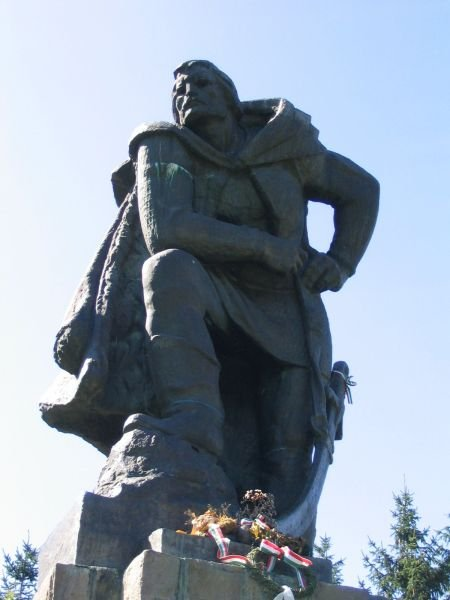
Dálnok
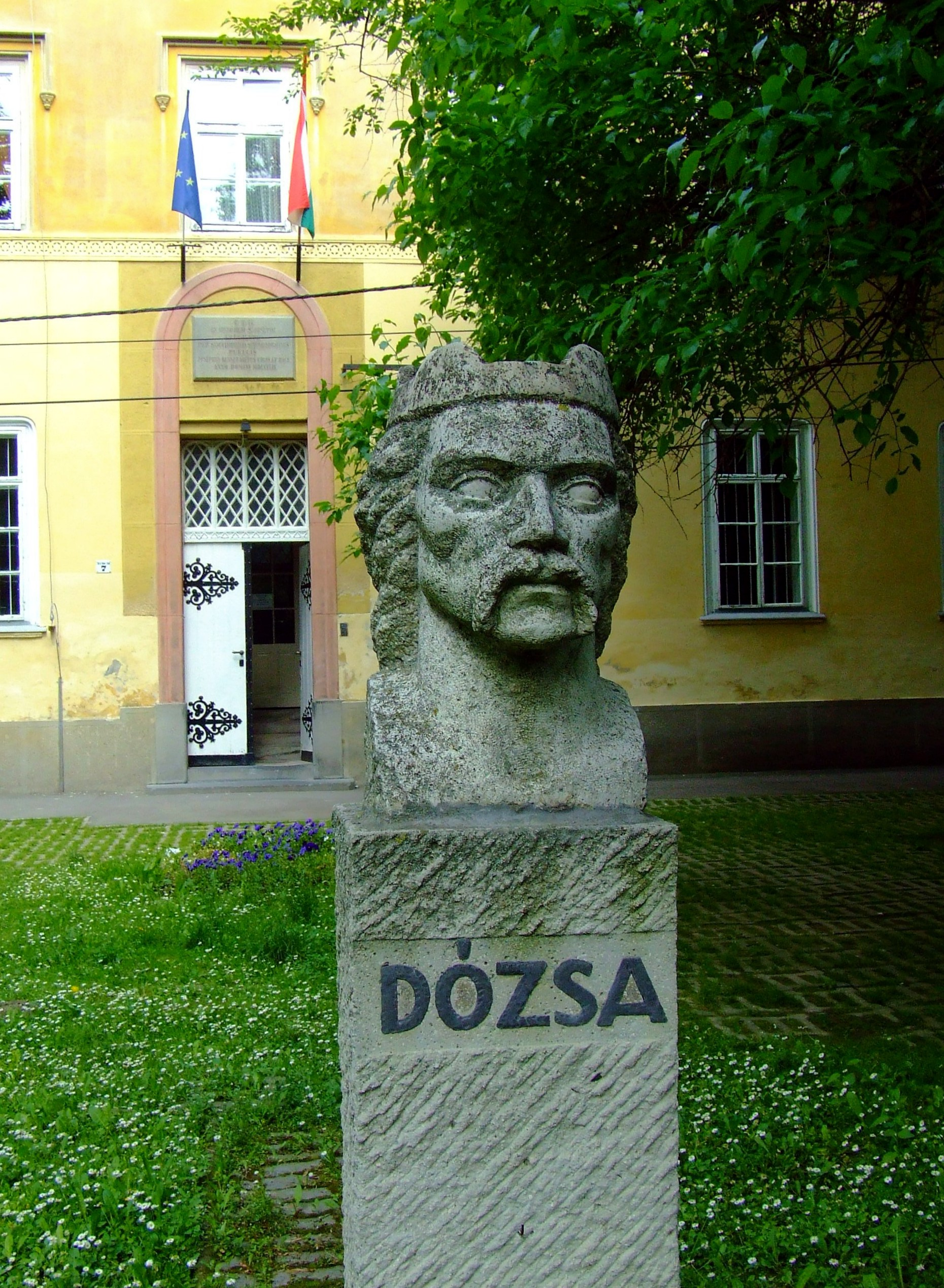
Kalocsa
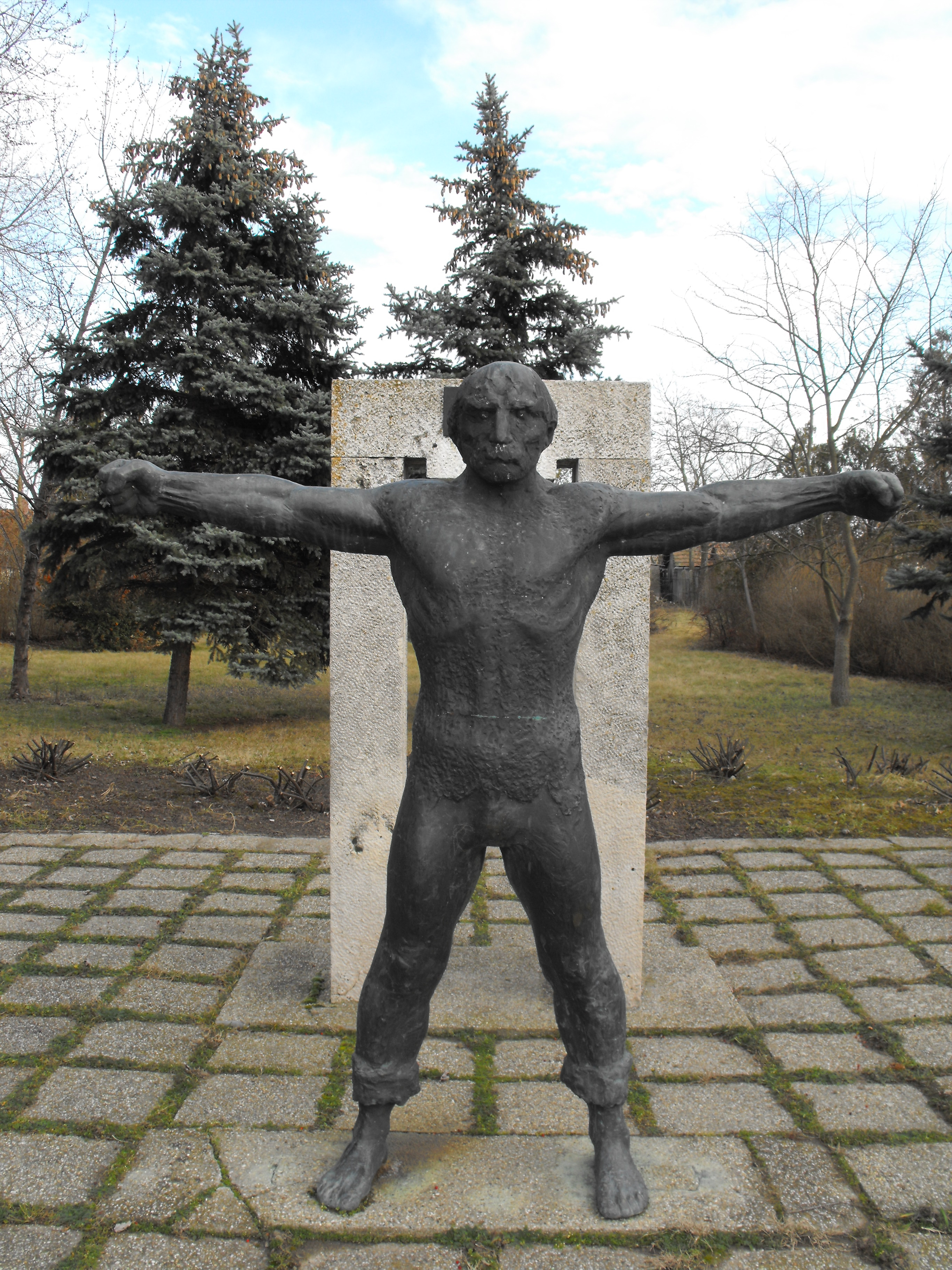
Nagylak
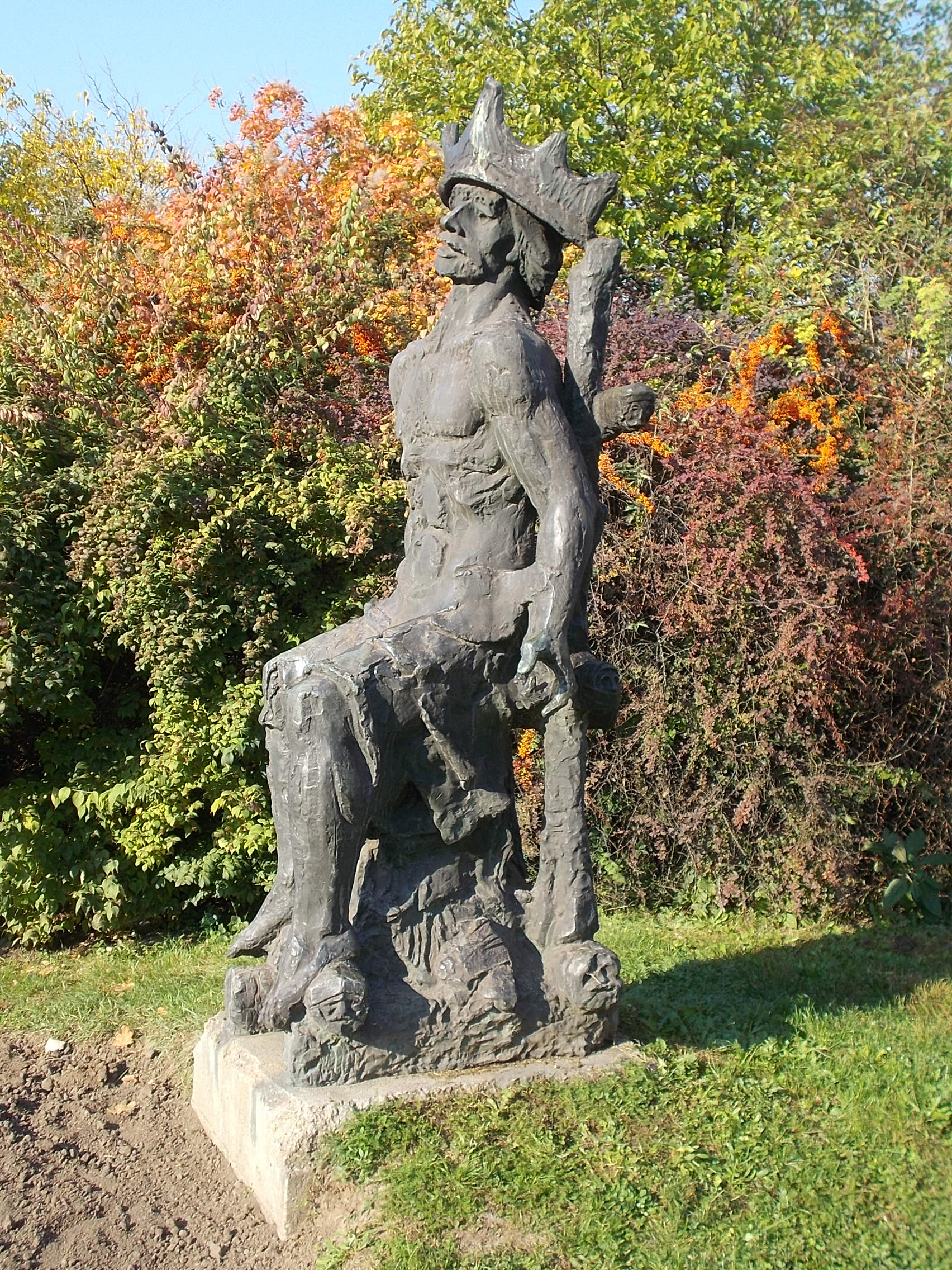
Dunaújváros

#### Egyéb képzőművészet
- Derkovits Gyula: fametszet-sorozat (1928)
- Horváth Endre: húszforintos bankjegy (1947)
- Bognár György: húszforintos érme (1982)
- Szász Endre: kettős porcelánpannó (1984), Budapest, M3 metróvonal Dózsa György úti megállója.

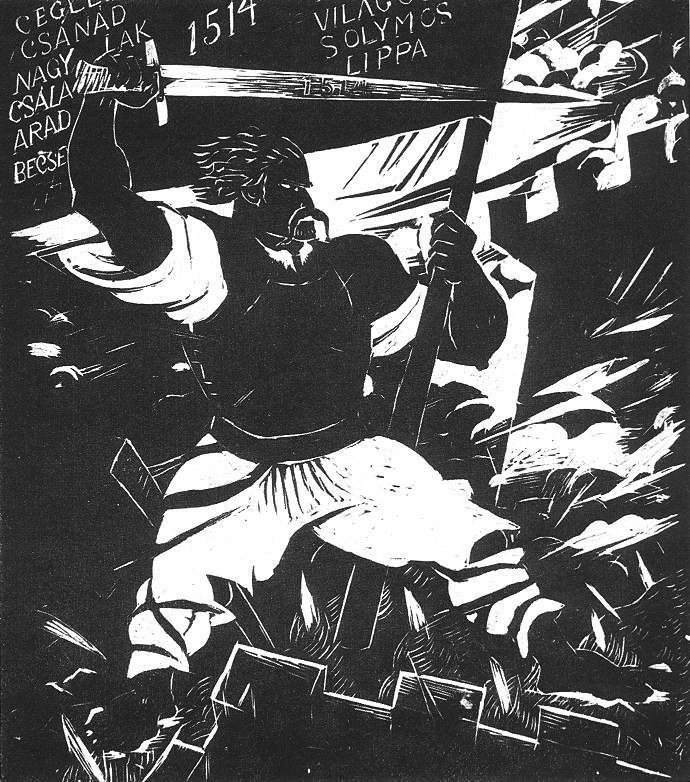
Derkovits Gyula: Dózsa a várfokon
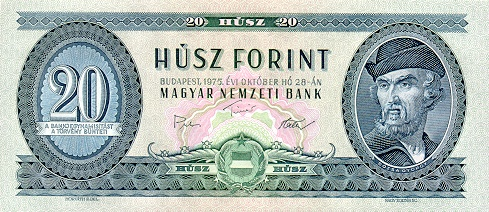
Dózsa portréja 20-forintos bankjegyen
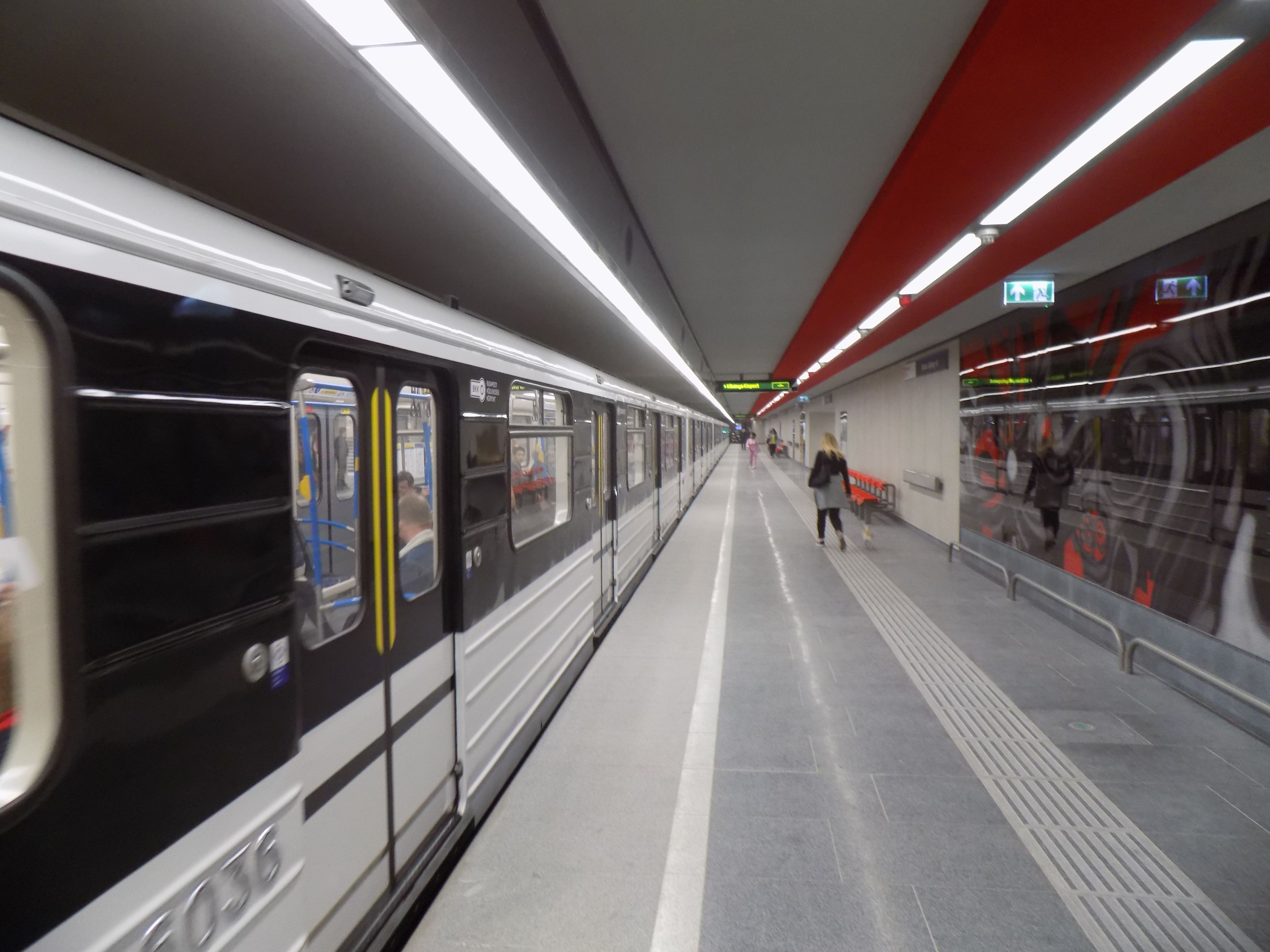
Dózsa György út metróállomás 2019
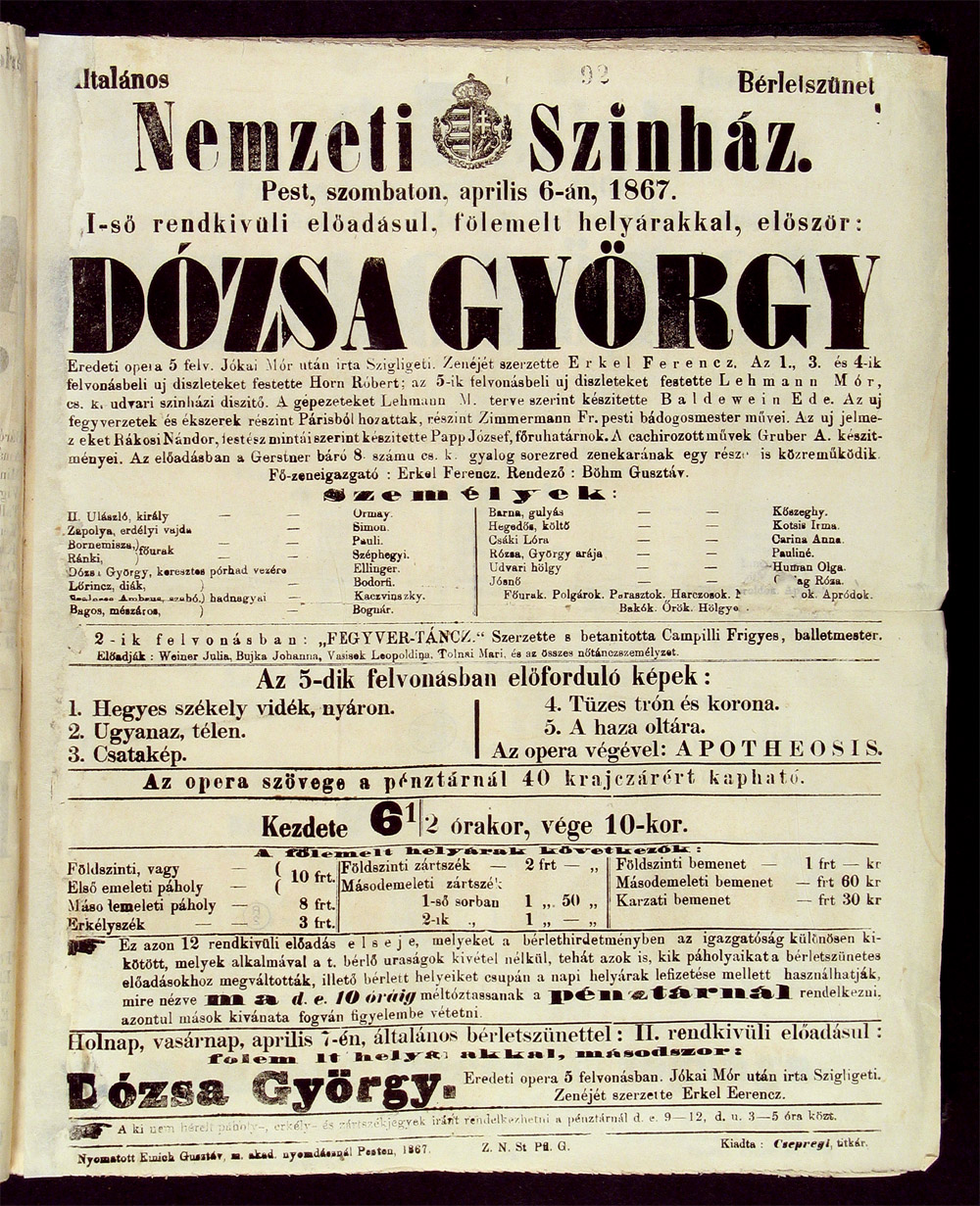
Erkel Ferenc Dózsa György című opera ősbemutatójának plakátja